# Crescence de Jesi
Crescence de Jesi (Jesi, ... – 1263) est un religieux italien, ministre général de l'Ordre des frères mineurs de 1244 à 1247.

## Éléments biographiques
Originaire de la Ville de Jesi dans la région des Marches italiennes , l’on sait qu'en 1240, il est ministre provincial dans la Marche d'Ancône de l’ordre des frères mineurs où il élimine avec beaucoup de Zèle les frères mineurs du courant dit spirituel, c’est-à-dire la tendance rigoriste  
il est élu en 1244 ministre général par le chapitre général de son Ordre après le ministère de Aimone da Faversham (it).
En 1245, il s'affronte avec dureté aux frères mineurs qui se distinguent alors par une tenue vestimentaire particulièrement indigente et qui se considèrent plus spirituel que les autres selon une conception joachimite du Saint-Esprit. Il fait face à une véritable rébellion de la part de groupe hostile à l’allègement du vœu de pauvreté - Ils seront plus tard reconnu sous le nom de mouvement Spirituel. Ces derniers tentent d’en référer à Innocent IV mais Crescenzio prend les devants en faisant capturés 72 frères qu’il envoie dans les lointaines provinces franciscaines.
Adversaire du courant le plus rigoriste de l'Ordre franciscain, il est destitué en 1247 de son poste de ministre général, au profit de Giovanni da Parma, plus proche du courant rigoriste.
En tant que ministre général, il a commencé une recherche systématique de matériel documentaire sur François d'Assise et sur le début de l'histoire franciscaine.
Il a également commandé la Vita Secunda de Tommaso da Celano.